# Бернард Больцано
Берна́рд Больца́но (чеськ. Bernard Placidus Johann Nepomuk Bolzano; 5 жовтня 1781, Прага — 18 грудня 1848) — чеський католицький теолог, філософ і математик; професор філософії релігії. Автор першої строгої теорії дійсних чисел і один з основоположників теорії множин.

## Біографія
Больцано був сином італійського артторговця і німецькомовної чеської матері. Ранню освіту він отримав від приватних викладачів, а також навчаючись в ліцеї.
У другій половині 1790-х років він вивчав філософію і математику в Празькому університеті.
Больцано почав свої богословські дослідження восени 1800 року і одночасно написав свій перший математичний трактат.
У 1804 році Бернард закінчив навчання в Празі.
У 1805 році Бернард був поспішно висвячений і почав працювати в Празькому університеті, де незабаром отримав докторський ступінь з філософії.
У 1819 році він був звинувачений в єресі за виступ проти мілітаризму і підданий розслідуванню, яке тривало п'ять років. В результаті він був усунутий австрійським урядом від кафедри і позбавлений права усних і письмових публічних виступів.
Кілька доктрин, витягнутих з його творів, були засуджені в Римі, і він був відсторонений від своїх священичих функцій, проводячи решту часу життя в літературній праці.
Похований на Ольшанському цвинтарі.
Багата рукописна спадщина Больцано була вивчена лише після розпаду Австрійської імперії. Праця Больцано «Вчення про функції», написана в 1830, опублікована лише через 100 років. В цій праці Больцано розвинув ряд важливих понять математичного аналізу і довів ряд теорем (зокрема, критерій збіжності), відкритих пізніше іншими вченими. В філософії Больцано стояв на позиціях об'єктивного ідеалізму.

## Наукова діяльність

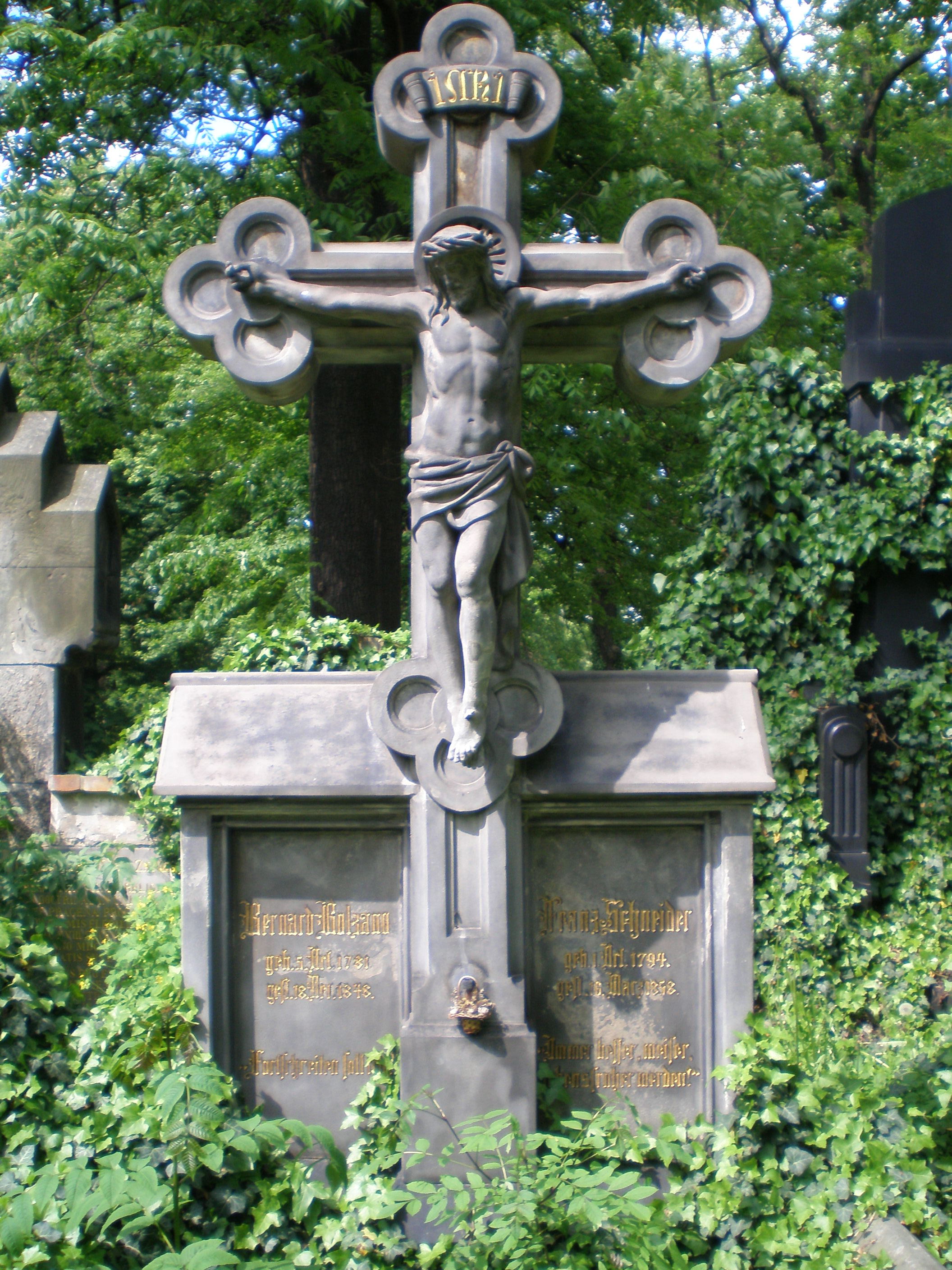
Могила Больцано у Празі

За життя Больцано опублікував лише п'ять невеликих робіт з математики та кілька анонімних філософських трактатів. Вони значно випередили тогочасний науковий рівень і не привернули уваги наукової громадськості. Тільки наприкінці XIX століття, коли ці ідеї незалежно перевідкрили Вейєрштрасс і Дедекінд, історики виявили і оцінили за заслугами твори Больцано, і перш за все його строге обґрунтування математичного аналізу, побудоване в роботі «Чисто аналітичний доказ теореми, що між будь-якими двома значеннями, які мають протилежні знаки, лежить щонайменше один дійсний корінь рівняння». Больцано також на чотири роки раніше Коші і більш строго, ніж він, довів необхідну умову збіжності дійсних рядів.
У роботі 1830 році Больцано знайшов перші приклади безперервних ніде не диференційованих функцій.
У праці «Науковчення» (1837, нім. Wissenschaftslehre) представив об'ємний виклад традиційних логічних дисциплін.
У роботі «Парадокси нескінченного» (нім. Paradoxien des Unendlichen), вперше виданої вже посмертно у 1851 році, сформулював ідеї, близькі до теорії множин Кантора. У цій роботі Больцано ввів поняття множини та взаємно-однозначної відповідності. Також у цій роботі було доведено твердження про наявність граничної точки у будь-якої нескінченної обмеженої множини, яке зараз відоме як теорема Больцано — Вейєрштрасса.

## Філософські погляди
Філософські ідеї Больцано містяться головним чином у творах «Науковчення», «Парадокси нескінченного» та «Атаназія, або Думки про безсмертя душі». У філософії Больцано був переконаним метафізиком та послідовником Лейбніца, ідеї якого розвивав цілком самостійно. На його філософські погляди вплинули також твори Арістотеля, Гоббса, Спінози і природничі відкриття його часу. У той же час філософ залишився осторонь будь-якого впливу Канта, до ідей якого ставився дуже критично. Больцано відкидав вчення Канта про неможливість метафізичного пізнання, а в його аргументах знаходив багато протиріч і логічних помилок.

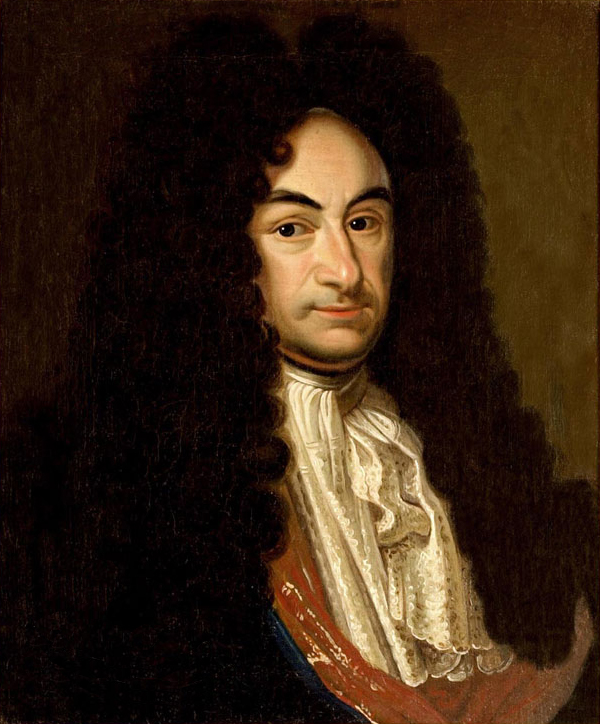
Готфрід Лейбніц

В основі метафізики Больцано лежить поняття субстанції. Субстанція є те, що існує саме по собі, на відміну від властивостей чи атрибутів, які існують лише в іншому предметі. Субстанція є носієм своїх властивостей, а сама не може бути властивістю іншої речі. Несприймання субстанції не є підставою заперечувати її існування. Всі речі, що сприймаються, складаються з незліченної безлічі субстанцій, які Больцано розумів за зразком монад Лейбніца. Втім, на відміну від Лейбніца, він не називав субстанцію монадою та іноді говорив про неї як атом.
Головною властивістю одиничної субстанції є активна сила уявлення. Зразком будь-якої субстанції є людська душа; всі органічні та неорганічні тіла всесвіту складаються з субстанцій, подібних до нашої душі. У природі немає нічого неживого; навіть найпростіші істоти — хробаки, поліпи, інфузорії — мають здатність відчуття і уявлення. Виникнення живого з неживого суперечить законам логіки, тому елементарну здатність відчуття слід припустити і в неорганічній природі. Відмінність органічних від неорганічних тіл пояснюється наявністю в них панівної субстанції, яка, власне, називається душею. Окремі субстанції відрізняються між собою різною силою уявлення; субстанції, що мають найбільшу силу уявлення, є душами.
Усі субстанції наділені внутрішніми силами, найпростішими з яких є сили тяжіння та відштовхування. На відміну від Лейбніца, Больцано визнавав між субстанціями реальну взаємодію та відкидав вчення про встановлену гармонію. Ніяка дія субстанції не здійснюється лише із внутрішніх причин; кожна субстанція перебуває у взаємодії з іншими субстанціями. Дія виключно від себе характерна лише для Бога. Больцано відкидав механістичний детермінізм, наполягаючи на необхідності розрізняти зовнішні та внутрішні причини. Чим більше субстанція діє із внутрішніх причин, тим вона вільніша. В основі еволюції та прогресу, що спостерігаються у світі, лежить здатність субстанцій до збільшення та зменшення сили. Розвиток субстанції йде у напрямі більшої свободи, тобто більшої залежності від внутрішніх причин. Справді вільними є лише розумні істоти.

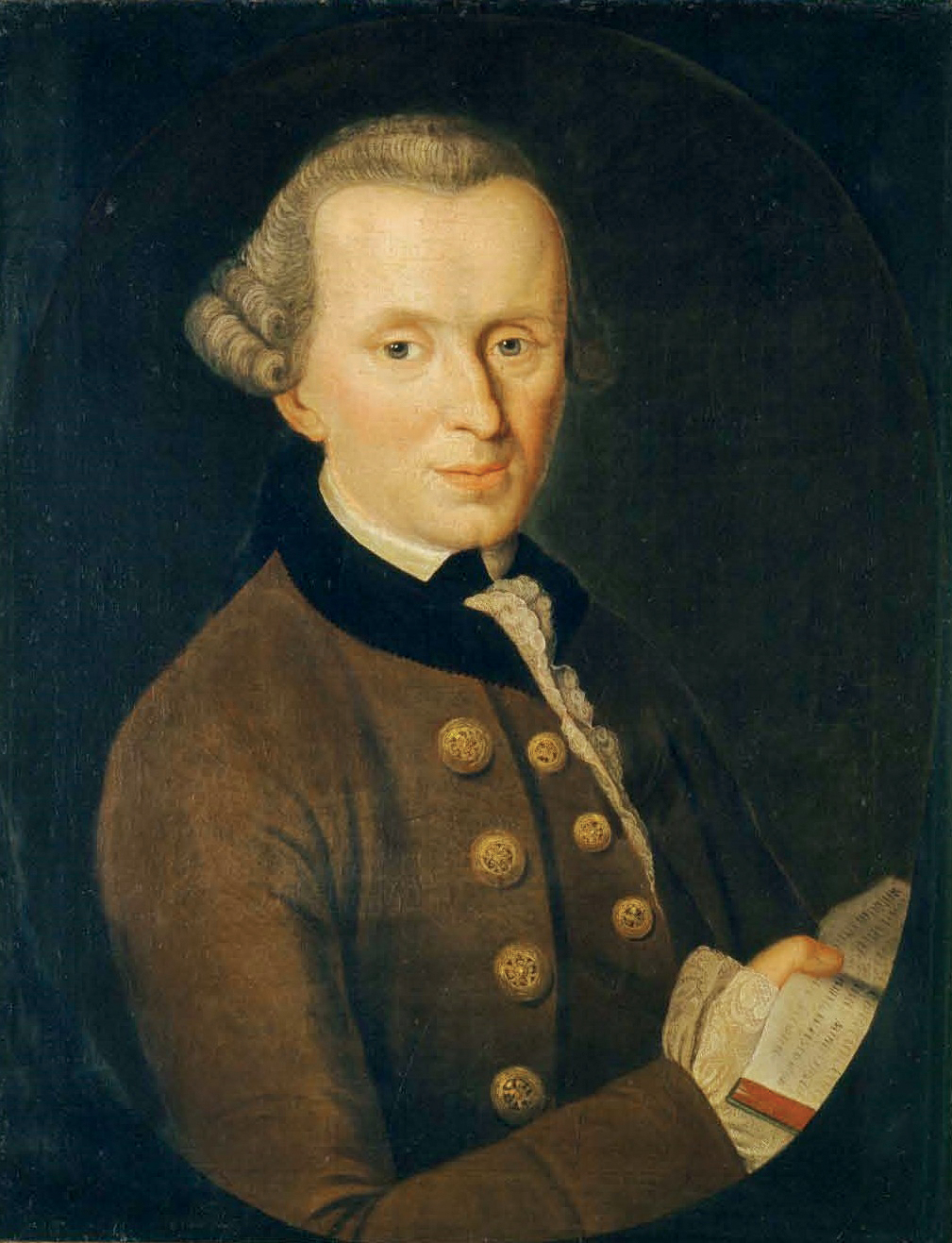
Іммануїл Кант

У вченні про простір і час Больцано відкидав теорію Канта про апріорність і поділяв думку Лейбніца, який розглядав їх як форми відносин між речами. Фізичний простір утворюється безліччю субстанцій, подібно до того, як геометричний простір створюється безліччю точок. Немає порожнього простору і абсолютного часу, бо ставлення субстанцій неспроможне існувати без самих субстанцій. Усі субстанції мають особистість і мінливість, тоді як точки простору і моменти часу позбавлені цих властивостей і є чистими абстракціями.
Особливе місце у творчості Больцано займали питання релігії, яким він надавав великого значення. Підставу для віри в Бога філософ знаходив у своїй логіці, погоджуючись із доказами існування Бога у Лейбніца і відкидаючи засновану на практичних постулатах релігію Канта. Релігія, вважав Больцано, не виводиться із моралі; неможливо вірити в Бога, свободу та безсмертя, якщо для цього немає об'єктивних підстав. Будучи віруючим католиком, Больцано критично ставився до традиційного богослов'я і поділяв ідеї католицького просвітництва, через що мав репутацію вільнодумця. Сутність християнства він вбачав у дотриманні морального закону, а текстах Святого Письма бачив повчальні історії, які містять об'єктивної істини і потребують алегоричного тлумачення.
У творі «Атаназія, або Думки про безсмертя душі» Больцано доводив віру в безсмертя, спираючись на ідею незнищеності субстанцій. Усі складні тіла у природі виникають і зникають, розпадаючись на окремі субстанції; проте душа не є жодною з цих складних речей. Навпаки, сама будучи субстанцією, вона не підлягає виникненню та знищенню і не може розпастись на частини. Існування душі залежить від існування тіла; протягом життя наше тіло постійно змінюється, тоді як наше «я» залишається тотожним самому собі. Душа не міститься в органах чуття або в будь-якій іншій частині тіла. Вона вже багаторазово переживала смерть тіла у минулому і переживе її у майбутньому.

## Твори
- 1810: Beyträge zu einer begründeteren Darstellung der Mathematik
- 1810: Über die Vaterlandsliebe
- 1816: Der binomische Lehrsatz
- 1816: Über das Verhältnis der beiden Volksstämme in Böhmen
- 1817: Rein analytischer Beweis des Lehrsatzes, daß zwischen zwey Werthen, die ein entgegengesetztes Resultat gewähren, wenigstens eine reelle
- 1827: Athanasia oder Gründe für die Unsterblichkeit der Seele
- 1834: Lehrbuch der Religionswissenschaft
- 1837: Wissenschaftslehre
- 1843: Über den Begriff des Schönen
- 1849: Über die Eintheilung der schönen Künste
- 1851: Paradoxien des Unendlichen
- 1867: Anti-Euklid
- 1875: Größenlehre